# La Ciénega, Malinaltepec
La Ciénega är en ort i Mexiko.   Den ligger i kommunen Malinaltepec och delstaten Guerrero, i den sydöstra delen av landet, 250 km söder om huvudstaden Mexico City. La Ciénega ligger 2 056 meter över havet och antalet invånare är 342.
Terrängen runt La Ciénega är kuperad söderut, men norrut är den bergig. Runt La Ciénega är det ganska tätbefolkat, med 65 invånare per kvadratkilometer. Närmaste större samhälle är Malinaltepec, 4,4 km väster om La Ciénega. I omgivningarna runt La Ciénega växer huvudsakligen savannskog.